# مقاطعة إنسبروك لاند
مقاطعة إنسبروك لاند هي منطقة إدارية في تيرول، النمسا. وهي تضم ستاتوتارستادت إنسبروك، وتحدها بافاريا (ألمانيا) في الشمال، و منطقة شفاتس في الشرق، وجنوب تيرول في إيطاليا من الجنوب، ومنطقة إمست في الغرب.
تبلغ مساحة المقاطعة 1،990.17 كم2 ، ويبلغ عدد سكانها 181,698 (1 يناير 2021) ، والكثافة السكانية 91 شخص لكل كم2. المركز الإداري للمنطقة هو إنسبروك.

## جغرافيا
تضم المنطقة جزءًا من وادي Inn، وأجزاء من شمال تيرول من وادي ويبتال ووديانه الرافعة ستوبايتال وسيرلاينتال وكشنيتزتال وواتينتال، وكذلك هضبة سيفيلدور.
يتم تشكيل الحدود الجنوبية مع برينيرباس بواسطة الخط الرئيسي لجبال الألب. يهيمن على المنطقة مناطق جبال الألب، بما في ذلك سلاسل جبال الألب ستوباي في الجنوب الغربي، وجبال الألب تكس في الجنوب الشرقي، وجبال ويترستيين وكاروينديل في الشمال.